# スコット・ローチ
スコット・ローチ（Scott Loach、1988年5月27日 - ）は、イングランド・ノッティンガム出身の元プロサッカー選手。現役時代のポジションはGK。

## 経歴

### クラブ
イプスウィッチ・タウンFCの下部組織でプレーを始めたが、2000年に退団。サウスウェル・ユナイテッドを経て、2004年夏にリーグ2のリンカーン・シティFCと契約を締結した。
2006年6月、プレミアリーグのワトフォードFCに完全移籍。最初の2シーズンは出場機会がなかったが、3シーズン目からレギュラーに定着した。
2012年7月19日、チャンピオンシップのイプスウィッチ・タウンFCに完全移籍。2014年6月5日、同じくチャンピオンシップのロザラム・ユナイテッドFCに完全移籍。
2015年7月15日、リーグ2のノッツ・カウンティFCに移籍。
2017年6月9日、ナショナルリーグ（5部相当）のハートリプール・ユナイテッドFCに加入。
2019年6月14日、同じくナショナルリーグのバーネットFCに加入。
2021年6月11日、チェスターフィールドFCに加入した。
2022年6月13日、ダービー・カウンティFCに加入した。
2024年6月18日、現役引退を表明した。

### 代表
2009年5月、6月からスウェーデンで開催されるUEFA U-21欧州選手権に参加する代表メンバーに選出された。同大会ではジョー・ハートがファーストチョイスで起用されたため、決勝のドイツ戦1試合に出場したのみに終わった。
2010年8月10日、ハンガリー代表とのフレンドリーマッチを前に、フル代表に初めて召集された。一か月後、UEFA EURO 2012予選のブルガリア戦・スイス戦で再び召集されたが、結局フル代表の試合には出場していない。

## 所属クラブ
ユース
- イプスウィッチ・タウンFC 1997-2000
- サウスウェル・ユナイテッド 2002-2003
- リンカーン・シティFC 2003-2004

プロ
- リンカーン・シティFC 2004-2006

→ ボーン・タウンFC 2004 (loan)
→ ラドクリフ・オリンピックFC 2004 (loan)
→ ボストン・タウンFC 2005 (loan)
→ スパルディング・ユナイテッドFC 2005 (loan)
→ リンカーン・ユナイテッドFC 2005 (loan)
→ ボストン・タウンFC 2005 (loan)
→ グランサム・タウンFC 2006 (loan)
- ワトフォードFC 2006-2012

→ スタッフォード・レンジャーズFC 2007 (loan)
→ モアカムFC 2007 (loan)
→ ブラッドフォード・シティAFC 2008 (loan)
- イプスウィッチ・タウンFC 2012-2014
- ロザラム・ユナイテッドFC 2014-2015

→ ベリーFC 2014 (loan)
→ ピーターバラ・ユナイテッドFC 2015 (loan)
→ ヨーヴィル・タウンFC 2015 (loan)
- ノッツ・カウンティFC 2015-2017

→ ヨーク・シティFC 2017 (loan)
- ハートリプール・ユナイテッドFC 2017-2019
- バーネットFC 2019-2021
- チェスターフィールドFC 2021-2022
- ダービー・カウンティFC 2022-2024